# Чанъаньцзе
Чанъаньцзе (кит. трад. 長安街, упр. 长安街, пиньинь Cháng'ānjiē, палл. Чанъаньцзе, буквально: «улица долгого спокойствия») — главный проспект в Пекине. Считается восточно-западной осью города. Состоит из восточной и западной частей. Восточный конец проспекта — Дундань, западный конец — Сидань. К северу от центральной точки проспекта находятся ворота Тяньаньмэнь, к югу — одноимённая площадь. Под проспектом находится старейшая часть 1-й линии Пекинского метрополитена. Проспект Чанъаньцзе является одним из политических символов Китая.

## История
Проспект Чанъаньцзе изначально построили вместе с Императорским дворцом в течение 1406—1420 годов при династии Мин. Название проспекта получено от города Чанъань, который был столицей могучих династий Хань и Тан в истории Китая.
В эпохи Мин и Цин длина проспекта Чанъаньцзе была лишь 7-8 ли. Его до сих пор называются Шиличанцзе (кит. трад. 十里長街, упр. 十里长街, пиньинь Shílǐ chángjiē, палл. проспект длиной десяти ли).
После того, как снесли ворота Цзяньгомэнь и Фусиньмэнь в 1940 году, сформулирован современный проспект Чанъаньцзе. В 1952 и 1954 годах в связи с парадом в честь Дня образования Китайской Народной Республики и расширением проспекта для улучшения городского транспорта снесли еще несколько сооружений.
Во время сокрушения четырёх пережитков при Культурной революции проспект переименован в Дунфанхундалу (кит. трад. 東方紅大路, упр. 东方红大路, пиньинь Dōngfānghóng dàlù, палл. проспект «Алеет Восток»).
С 20 марта 2009 года начался капитальный ремонт проспекта Чанъаньцзе, который продолжался пять месяцев.

## Значимые объекты вдоль проспекта Чанъаньцзе и вблизи от него
- Ворота Тяньаньмэнь
- Императорский дворец Гугун
- Площадь Тяньаньмэнь
- Дом народных собраний
- Национальный музей Китая
- Национальный центр исполнительских искусств
- Чжуннаньхай
- Министерство коммерции
- Народный банк Китая — Центральный банк Китайской Народной Республики
- Пекинский концертный зал
- Пекинский книжный дом
- Культурный дворец национальностей
- Центральный бизнес район Пекина
- Дундань
- Сидань
- Ванфуцзин
- Финансовая улица
- Пекинский вокзал
- Западный вокзал Пекина